# Рубчинский, Самуил Менделевич
Самуил Менделевич Рубчинский (1906 — не ранее 1994) — учёный в области радиоэлектроники, лауреат Ленинской премии. Ученик и многолетний соратник А. Л. Минца.

## Биография
Окончил Ленинградский политехнический институт (1930).
В 1930-е годы — инженер радиозавода.
С 1946 г. работал в Радиотехническом институте Академии наук СССР, начальник сектора № 56, начальник отдела. Организатор и в течение 25 лет руководитель отдела, в котором разрабатывались системы управления процессами ускорения частиц для фазотрона на 680 МэВ, синхрофазотрона на 10 ГэВ и протонного синхротрона на 7 ГэВ. Этот отдел в 1976 г. был преобразован в Московский радиотехнический институт (МРТИ).
Участвовал в создании ускорителей заряженных частиц. Кандидат технических наук (1954).
Ленинская премия 1959 года — за создание синхрофазотрона на 10 ГэВ (руководил разработкой радиотехнических систем синхрофазотрона).
Предложил систему радионавигации, аналогичную и предшествующую зарубежной системе «Лоран».
В 1961 г. А. Л. Минц, Э. Л. Бурштейн, А. А. Васильев, С. М. Рубчинский и В. А. Петухов предложили использование автоматического регулирования напряжённости магнитного поля по информации об отклонении орбиты пучка ускоряемых протонов от заданной, и управление цепями ускорителя с помощью ЭВМ.
Старший научный сотрудник (1956). Доктор технических наук (1964). Профессор (1964).
Умер в Москве не ранее 1994 года.

## Научные труды
- Минц А. Л., Рубчинский С. М., Весбейн М. М. и др. Системы управления процессами инжекции и ускорения частиц в синхрофазотроне — 1956. — Т. 1. — Вып. 7. — С. 974—985